# تل شیراز
تل شیراز مربوط به دوران پیش از تاریخ ایران باستان است و در شهرستان جیرفت، روستای تل شیراز واقع شده و این اثر در تاریخ ۱۱ دی ۱۳۸۰ با شمارهٔ ثبت ۴۵۹۲ به‌عنوان یکی از آثار ملی ایران به ثبت رسیده است.